# Kostel svatého Bartoloměje (Rejštejn)
Kostel svatého Bartoloměje je dominantou města Rejštejna. Kostel leží na menším návrší nad zlatonosnou říčkou Losenicí. Chrám byl farním kostelem rejštejnské farnosti, po jejím zrušení je filiálním kostelem farnosti Kašperské Hory.
Kolem kostela je hřbitov s barokním ohrazením.
Kostel je chráněn jako kulturní památka.

## Stavební vývoj
Jednolodní stavba původně gotického kostela je z 2. poloviny 14. století nebo z 1. poloviny 15. století. Stáří lze určit dle typu krovu presbytáře a části krovu sakristie.
Poprvé byl písemně doložen v roce 1570. Další stavební vývoj je nejasný. Klenba presbytáře je však sklenuta křížovou klenbou, z exteriéru je presbytář podpírán opěráky. Zdobený vítězný oblouk je patrně až z 1. poloviny 17. století. Nelze přesně určit, zda dochovaný plánek kostela z roku 1721 zachycuje původní nebo již novější stavební vývoj. Loď je však na plánku stejně široká jako presbytář a je tedy pravděpodobnější, že dnešní loď nahradila zcela loď starší, zachycenou na plánku, neboť dnešní presbytář je užší a nižší než současná loď. Další podstatné úpravy se uskutečnily v roce 1792, jsou zachovány o tom písemné doklady. Hranolová barokní věž má cibulovou báň a je zakončena osmibokou oplechovanou lucernou. V 18. století byly upraven venkovní schodiště s přístavkem, sakristie, jednoduchý vstupní portál zakončený půlkruhovým tympanonem a okna. Mezi lety 1963-1976 byla vyměněna střešní krytina a některé výplně oken a dveří, opraveny fasády a odstraněn hodinový ciferník.
Při poslední opravě v letech 1993-1995 bylo odkryto zajímavé malované členění fasád, vyměněna krytina, částečně opraveny krovy, vnější a vnitřní omítky.

## Ohradní zeď, hřbitov, márnice

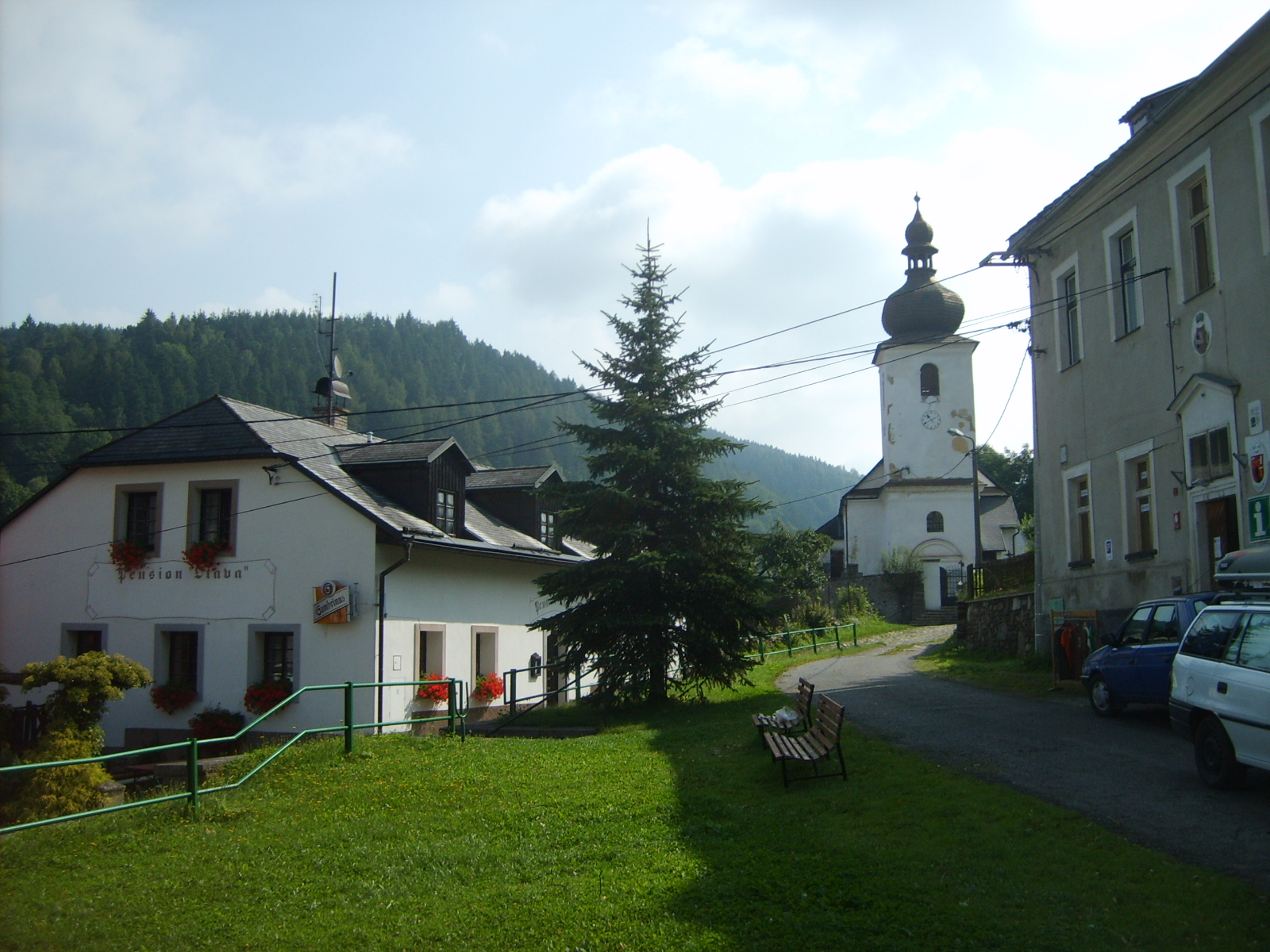
Rejštejn, pohled na kostel

Ohradní zeď hřbitova s bránou, brankou a schodištěm pochází pravděpodobně z 18. století. Kamenná zeď má opěrnou funkci, dosahuje výšky 4 m (na severu), na dalších stranách je o polovinu nižší. Z vnější strany jsou na několika místech přisazeny opěrné kamenné pilířky.
Hlavní brána se vstupem na hřbitov je ohraničena čtyřbokými pilíři, dvoukřídlá vrata z kovových tyčí mají na horním konci ostny.
K hlavní bráně vede kamenné schodiště. Uprostřed  jižní zdi je menší branka.
Hřbitovní márnice je asi z poloviny 19. století.

## Vnitřní vybavení kostela
Část zařízení je pravděpodobně ze 16. století.
V kostele jsou tři barokní oltáře. Hlavní oltář má rokokový nástavec s obrazem sv. Bartoloměje z pozdější doby, dva vedlejší oltáře mají bohatě řezané akantové nástavce pravděpodobně z první poloviny 18. století. V kostele je zachován vzácný gotický zvon ze 14. století, dva nové zvony daroval kostelu rejštejnský rodák z Bavorska v roce 1994.
Vzácná soška Madony z 15. století byla v 50. letech 20. století z kostela odcizena.  
Jednomanuálové varhany s pedálem z počátku 20. století jsou dílem varhanáře Josef Matyáše Wunsche ze Sušice.

## Místní farář
V rejštejnské farnosti jako farář působil Jakub Klostermann, nejmladší bratr spisovatele Karla Klostermanna a proto fara bývala místem častých setkání široké rodiny Klostermannovy.
Je pochován na rejštejnském hřbitově (+1901) se svou matkou Charlotou Klostermannovou (+1903, rozená Hauerová, pocházela ze slavného sklářského rodu Abelů).